# س. إتش جاي تايلور
س. إتش جاي تايلور (بالإنجليزية: C.H.J. Taylor)‏ هو صحفي ومحامي أمريكي، ولد في 1857، وتوفي في 1898.